# 有馬頼利
有馬 頼利（ありま よりとし）は、筑後久留米藩の第3代藩主。久留米藩有馬家4代。

## 生涯
承応元年（1652年）、第2代藩主・有馬忠頼の長男として生まれる。承応4年（1655年）に父が死去したため、家督を継いだ。寛文6年（1666年）に従四位下、玄蕃頭に叙任する。戦前、修身の教科書に掲載された長野五庄屋による大石堰・長野水道の建設工事は、この頼利の時代の出来事である。
藩政においては「仁厚憐血」で学問を好み、家臣団からの信望も厚かったとされているが、寛文8年（1668年）6月24日に死去した。享年17。嗣子がなく、弟の頼元が養子となって跡を継いだ。

### 毒殺説
この若すぎる死には毒殺説もあり、この説に従うならば、頼利は承応4年（1655年）に父と共に船内で殺された。しかし忠頼の実子は次男の頼元しか残されておらず、しかも生まれたばかりの幼児である。このため、摂津有馬家の改易を恐れた家臣団が頼利によく似た子供を頼利であるとして身代わりに擁立したものであった（一説に領内にあった大庄屋の息子だったともされている）。しかし頼元が成長したため、家臣団が邪魔になった頼利を殺害したのだとされている。

## 系譜
- 父：有馬忠頼（1603-1655）
- 母：養寿院 - 磯部氏
- 正室：糸姫（清涼院） - 松平頼重の娘
- 養子
  - 男子：有馬頼元（1654-1705） - 実弟